# Betta brownorum
Браунова бійцівська рибка (Betta brownorum) — тропічний прісноводний вид риб з родини осфронемових (Osphronemidae), підродина макроподові (Macropodusinae).
Була названа на честь Барбари та Алана Браунів (англ. Barbara and Allan Brown), які зібрали перші зразки цього виду.
Належить до групи видів B. coccina, яка включає B. coccina, B. tussyae, B. persephone, B. rutilans, B. brownorum, B. livida, B. miniopinna, B. burdigala, B. uberis, B. hendra. Ця група має монофілетичне походження.

## Опис
Максимальна стандартна довжина 2,6 см. Профіль голови аналогічний, як у B. persephone. У спинному плавці 10-11, в анальному плавці 26-28 променів. Черевні плавці серпоподібні. У бічній лінії 29½-31 луска.
Betta brownorum — це найкрасивіша риба з групи B. coccina. Тіло в самців та самок має густе пурпурове забарвлення з блискучою зеленою плямою в центрі, дещо більшою в самців. Райдужна оболонка ока виблискує блакитними барвами. Подовжена нитка черевних плавців біла.

## Поширення
Вид поширений на північному заході острова Калімантан. Зустрічається в західній частині малайзійського штату Саравак від Сібу на сході (малай. Sibu) до Матанга на півдні (малай. Matang) та Кучинга на заході. Повідомлялося також, що Betta brownorum була виявлена в індонезійській провінції Західний Калімантан. Відомо 7-10 місцевостей, в яких ловили вид; ареал, за оцінкою, становить 15 639 км².
Стенотопний (мешкає лише в таких місцях) мешканець так званих «чорних вод», пов'язаних з торфовищами болотних лісів. Як правило, тримається в мілководних водоймах серед затопленого опалого листя. Температура води 22–26 °C.
Синтопичними видами в районі Гедонг були: Rasbora kalochroma, Boraras maculatus (родина Cyprinidae), Clarias teijsmanni, C. cf. nieuhofii і Encheloclarias baculum (родина Clariidae).
Стан збереження виду оцінюється як уразливий через велику ймовірність руйнування середовищ існування в результаті постійної деградації та розчищення торфових болотних лісів.

## Біологія
У природі полює комах та інших дрібних безхребетних, серед них наземних мурах та водяних кліщів.
Під час нересту самці будують гнізда з піни, в яких інкубується ікра й виводиться потомство. Інколи, якщо гніздо зруйноване, можуть інкубувати ікру в роті.
Молодь утворює сімейні групи, старші брати й сестри з попереднього виводку піклуються про молодших.

## Утримання в акваріумі
Вид час від часу зустрічається в торгівлі акваріумними рибами, де на нього є хороший попит.
Брауновій бійцівській рибці потрібна м'яка кисла вода (pH 3,0–6,0), температура в межах 22–26 °C.
Під час догляду за потомством гніздо з піни збільшується. Самка захищає територію, а самець — гніздо. Інкубація триває 36 годин, а мальки починають вільно плавати й харчуватися через 130 годин. У стресовій ситуації самець може забрати ікру або личинок у рот і перенести їх в інше місце, де збудує нове гніздо. Помічено, що коли забрати ікру в батька, личинки можуть не вивестись.
Старші мальки не їдять своїх молодших братів та сестер. Визрівають через 6 місяців, максимального розміру досягають через рік, а тривалість життя в акваріумі становить щонайменше 5 років.